# عبد الله المريسي
عبد الله ناصر المريسي، لاعب كرة قدم قطري يلعب حالياً في النادي العربي.

## مسيرة اللاعب
لعب في نادي الخور والنادي العربي.

## روابط خارجية
- عبد الله المريسي على موقع Soccerway.com (الإنجليزية)